# Kaarttableaus Amsterdamse Bos
Kaartplateaus Amsterdamse Bos bestaat uit een aantal plattegronden aangebracht in het Amsterdamse Bos.
De kaarttafels bestaan uit tegeltableaus van De Porceleyne Fles, Delft geplaatst op ronde betonnen tafels staande bij de toegangen Brug 501 en Jacob Heinenbrug, beide gelegen op de grens tussen de gemeenten Amstelveen (het bos) en Amsterdam (toegangsweg), maar met een tussenpauze van 10 jaar gebouwd. De kaarttafel bij brug 501 werd slachtoffer van vandalisme en alleen de betonnen ondergrond is daar nog te zien. Bij de Jacob Heinenbrug zijn nog twee tafels in takt en zijn gesitueerd onder de betonnen parasols van Dick Slebos van de Dienst der Publieke Werken. In zijn bouwtekeningen zijn ook de ontwerpen uit januari 1963 van de kaartplateaus te vinden (straal 1,10 meter), maar dan als "kale" plateaus.

## Plattegrond I
Op de ene plattegrond zijn de steden Amstelveen, Amsterdam en een deel van Ouderkerk aan de Amstel in vogelvlucht te zien, gezien vanaf het zuiden. De afbeelding begint net ten zuiden van de latere rijksweg 9, die het bos van oost naar west doorsnijdt. Van zuid naar noord zijn duidelijk aangegeven de Spoorlijn Aalsmeer – Amsterdam Willemspark en de Amstel. Wat op deze kaart al te zien is als grote witte band is het traject van de Ringweg-West en -Zuid, maar de verbinding naar de Coentunnel (opening 1966) is nog niet te zien. Op deze kaart is de signatuur van de fabrikant te zien (linksonder).

## Plattegrond II
Op de tweede plattegrond is het Amsterdamse Bos te zien; ook vindt men hier de legenda. De kaart loopt naar het noorden door tot aan het Olympisch Stadion. De kaart heeft een aantal details, die op de stadsplattegrond niet te zien zijn. Zo zijn er zeilboten "ingetekend" op De Poel en op de Nieuwe Meer, een roeiboot in de Bosbaan en een aantal personen te zien die aan het touwspringen zijn. Opvallend aan deze kaart is dat zowel de oude (Nieuwe Meerlaan) als de nieuwe (Van Nijenrodestraat) uitgang te zien zijn; deze hebben maar kort tegelijkertijd bestaan (rond 1964). 

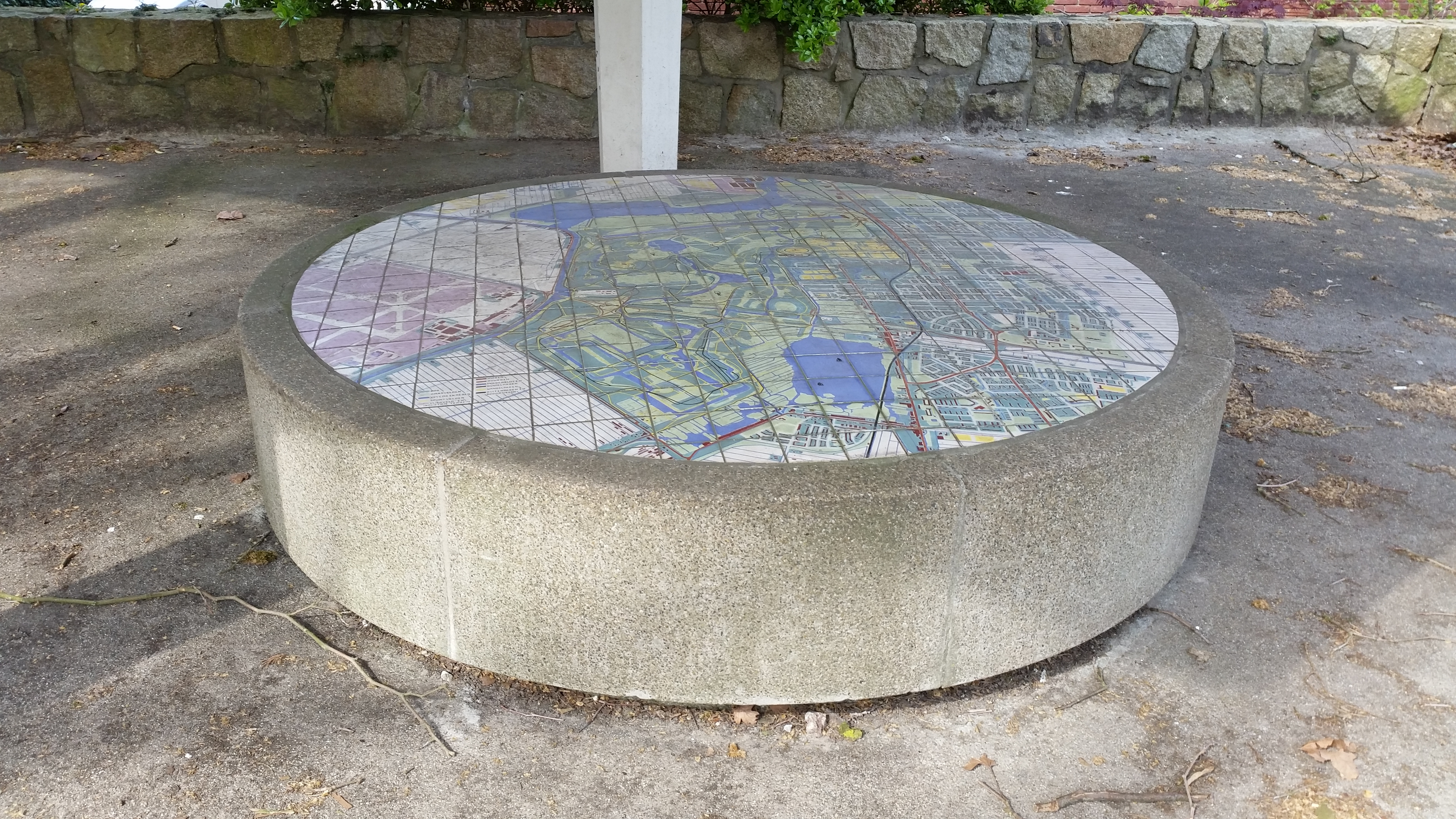
Kaart van Amsterdamse Bos (mei 2019)

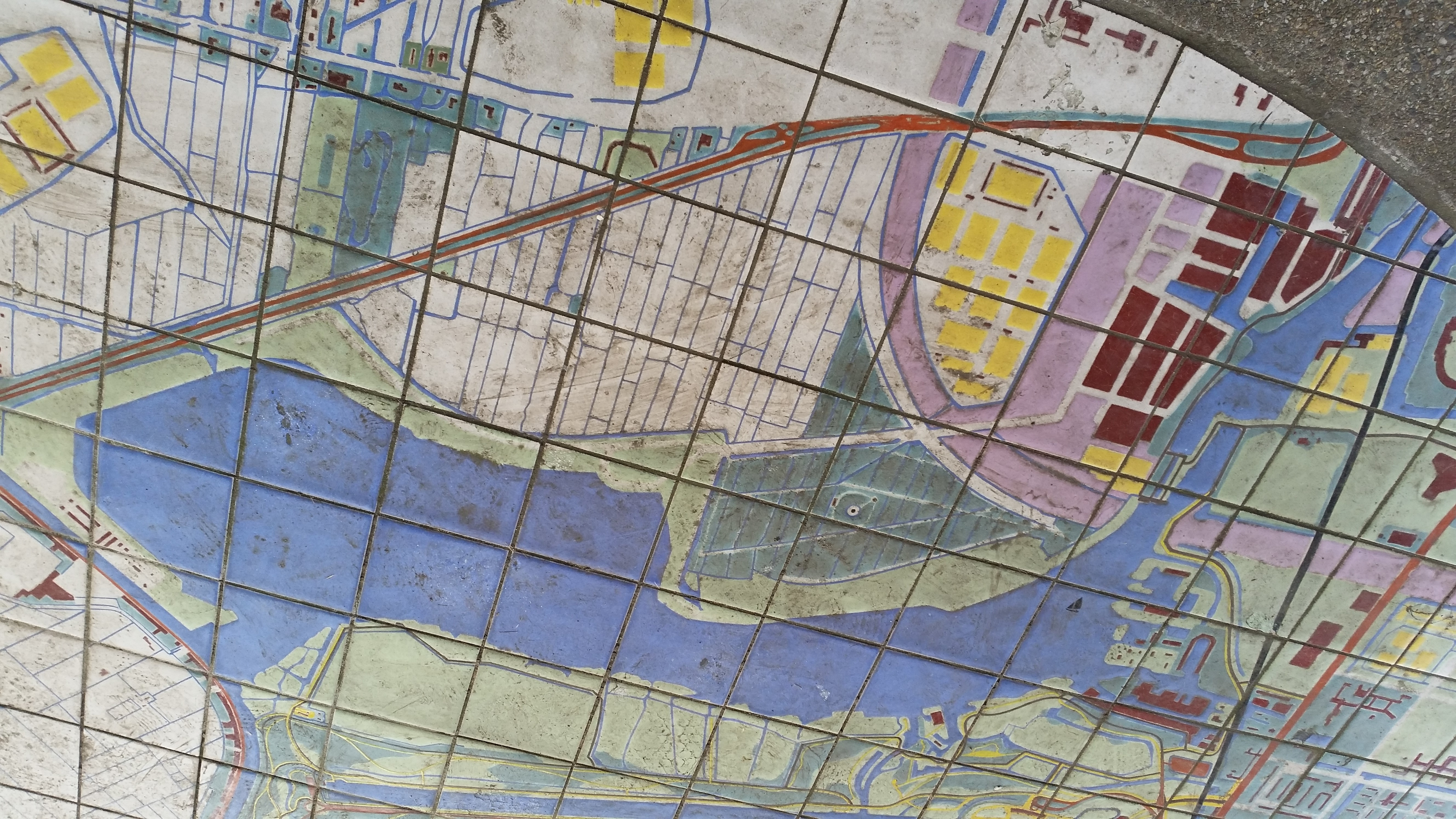
Nieuwe Meer met zeilbootje, sluis en Olympisch Stadion (mei 2019)